# Ivan Brnić
Ivan Brnić (Spalato, 23 agosto 2001) è un calciatore croato, attaccante dell'İstanbul Başakşehir.

## Caratteristiche tecniche
È un'ala sinistra.

## Carriera

### Club
Cresciuto nel settore giovanile dell'Hajduk Spalato, il 22 marzo 2019 fa il suo debutto con l'Hajduk Spalato II in occasione della partita casalinga di 2.HNL pareggiata contro il Varaždin (1-1). Il 26 aprile seguente trova il primo gol con la casacca dell'Hajduk Spalato II in occasione del match vinto 0-1 contro il Hrvatski Dragovoljac. Il 5 giugno 2020 fa il suo debutto in prima squadra, subentra a Josip Juranović e regala l'assist per il gol vittoria a Kristijan Dimitrov in occasione del match di campionato vinto contro l'Inter Zaprešić (2-1).
Rescisso il contratto con i Bili, nell'estate 2021 si accasa tra le file del Dugopolje militante in 2.HNL. L'estate successiva si trasferisce al Maribor firmando un contratto valido fino al 2025. Il 6 luglio 2022 fa il suo debutto per i Vijoličasti nonché il suo debutto europeo assoluto, parte da titolare nel match di andata del primo turno di qualificazione di Champions League pareggiato contro il Šachcër Salihorsk (0-0). Dieci giorni dopo arriva anche il suo debutto in campionato, subentra a Ignacio Guerrico nella sconfitta per 0-3 con il Radomlje. Il 23 luglio sigla la rete del momentaneo 3-1 al Gorica (3-2).

### Nazionale
Ha giocato nelle nazionali giovanili croate Under-15, Under-17, Under-19 ed Under-20.

## Statistiche

### Cronologia presenze e reti in nazionale
| Cronologia completa delle presenze e delle reti in nazionale ― Croazia under 20 | Cronologia completa delle presenze e delle reti in nazionale ― Croazia under 20 | Cronologia completa delle presenze e delle reti in nazionale ― Croazia under 20 | Cronologia completa delle presenze e delle reti in nazionale ― Croazia under 20 | Cronologia completa delle presenze e delle reti in nazionale ― Croazia under 20 | Cronologia completa delle presenze e delle reti in nazionale ― Croazia under 20 | Cronologia completa delle presenze e delle reti in nazionale ― Croazia under 20 | Cronologia completa delle presenze e delle reti in nazionale ― Croazia under 20 |
| Data                                                                            | Città                                                                           | In casa                                                                         | Risultato                                                                       | Ospiti                                                                          | Competizione                                                                    | Reti                                                                            | Note                                                                            |
| ------------------------------------------------------------------------------- | ------------------------------------------------------------------------------- | ------------------------------------------------------------------------------- | ------------------------------------------------------------------------------- | ------------------------------------------------------------------------------- | ------------------------------------------------------------------------------- | ------------------------------------------------------------------------------- | ------------------------------------------------------------------------------- |
| 26-3-2021                                                                       | Zagabria                                                                        | Croazia under 20                                                                | 4 – 1                                                                           | Turchia under 20                                                                | Amichevole                                                                      | -                                                                               | 73’                                                                             |
| 23-3-2022                                                                       | Dubai                                                                           | Giappone under 20                                                               | 1 – 0                                                                           | Croazia under 20                                                                | Amichevole                                                                      | -                                                                               | 46’                                                                             |
| 26-3-2022                                                                       | Dubai                                                                           | Vietnam under 20                                                                | 0 – 1                                                                           | Croazia under 20                                                                | Amichevole                                                                      | -                                                                               | 46’                                                                             |
| 29-3-2022                                                                       | Dubai                                                                           | Qatar under 20                                                                  | 2 – 2                                                                           | Croazia under 20                                                                | Amichevole                                                                      | 1                                                                               | 46’                                                                             |
| Totale                                                                          |                                                                                 | Presenze                                                                        | 4                                                                               |                                                                                 | Reti                                                                            | 1                                                                               |                                                                                 |

| Cronologia completa delle presenze e delle reti in nazionale ― Croazia under 19 | Cronologia completa delle presenze e delle reti in nazionale ― Croazia under 19 | Cronologia completa delle presenze e delle reti in nazionale ― Croazia under 19 | Cronologia completa delle presenze e delle reti in nazionale ― Croazia under 19 | Cronologia completa delle presenze e delle reti in nazionale ― Croazia under 19 | Cronologia completa delle presenze e delle reti in nazionale ― Croazia under 19 | Cronologia completa delle presenze e delle reti in nazionale ― Croazia under 19 | Cronologia completa delle presenze e delle reti in nazionale ― Croazia under 19 |
| Data                                                                            | Città                                                                           | In casa                                                                         | Risultato                                                                       | Ospiti                                                                          | Competizione                                                                    | Reti                                                                            | Note                                                                            |
| ------------------------------------------------------------------------------- | ------------------------------------------------------------------------------- | ------------------------------------------------------------------------------- | ------------------------------------------------------------------------------- | ------------------------------------------------------------------------------- | ------------------------------------------------------------------------------- | ------------------------------------------------------------------------------- | ------------------------------------------------------------------------------- |
| 9-10-2019                                                                       | Győr                                                                            | Croazia under 19                                                                | 3 – 0                                                                           | Kazakistan under 19                                                             | Qual. Europeo Under-19 2020                                                     | 2                                                                               | 72’                                                                             |
| 12-10-2019                                                                      | Győr                                                                            | Croazia under 19                                                                | 2 – 0                                                                           | Ungheria under 19                                                               | Qual. Europeo Under-19 2020                                                     | -                                                                               | 90+2’                                                                           |
| 15-10-2019                                                                      | Győr                                                                            | Georgia under 19                                                                | 2 – 0                                                                           | Croazia under 19                                                                | Qual. Europeo Under-19 2020                                                     | -                                                                               | 46’                                                                             |
| 18-2-2020                                                                       | Medolino                                                                        | Croazia under 19                                                                | 4 – 0                                                                           | Austria under 19                                                                | Amichevole                                                                      | 1                                                                               | 83’                                                                             |
| 2-9-2020                                                                        | Sveti Martin na Muri                                                            | Croazia under 19                                                                | 3 – 2                                                                           | Bulgaria under 19                                                               | Amichevole                                                                      | -                                                                               | 46’                                                                             |
| 5-9-2020                                                                        | Nedelišće                                                                       | Croazia under 19                                                                | 4 – 3                                                                           | Arabia Saudita under 19                                                         | Amichevole                                                                      | 1                                                                               | 60’                                                                             |
| 8-9-2020                                                                        | Čakovec                                                                         | Croazia under 19                                                                | 7 – 1                                                                           | Indonesia under 19                                                              | Amichevole                                                                      | 1                                                                               |                                                                                 |
| 6-10-2020                                                                       | Zagabria                                                                        | Croazia under 19                                                                | 7 – 0                                                                           | Qatar under 19                                                                  | Amichevole                                                                      | 1                                                                               | 70’                                                                             |
| 8-10-2020                                                                       | Krapina                                                                         | Croazia under 19                                                                | 3 – 3                                                                           | Slovenia under 19                                                               | Amichevole                                                                      | -                                                                               | 54’                                                                             |
| Totale                                                                          |                                                                                 | Presenze                                                                        | 9                                                                               |                                                                                 | Reti                                                                            | 6                                                                               |                                                                                 |

## Palmarès

### Competizioni internazionali
- UEFA Conference League: 1

Olympiakos: 2023-2024